# Iphigenia mysorensis
Iphigenia mysorensis là một loài thực vật có hoa trong họ Colchicaceae. Loài này được Arekal & S.N.Ramaswamy miêu tả khoa học đầu tiên năm 1972.